# Igor Iwanowitsch Nikitin
Igor Iwanowitsch Nikitin (russisch Игорь Иванович Никитин; * 29. Februar 1952 in Komsomolsk am Amur) ist ein ehemaliger sowjetischer Gewichtheber.

## Karriere
Nikitin erlangte erstmals bei den sowjetischen Meisterschaften 1977 im 1. Schwergewicht bis 100 kg eine Podiumsplatzierung. Er hob 375,0 kg (165,0 / 210,0 kg) und wurde damit Dritter hinter Anatoli Koslow mit 387,5 kg und Malyar mit ebenfalls 375,0 kg, aber dem niedrigeren Körpergewicht. International wurde er dann erstmals bei den Europameisterschaften 1978 eingesetzt, wo er mit 362,5 kg (162,5 / 200,0 kg) den zweiten Platz hinter Sergei Arakelow mit 387,5 kg belegte.
Mit dem ersten Platz 1980 bei den sowjetischen Meisterschaften, mit einer Leistung von 397,5 kg (181,5 / 217,5 kg), war Nikitin für die Olympischen Spiele in Moskau zu den Titelfavoriten zu zählen. Nachdem er im Reißen alle drei Versuche bis 177,5 kg gültig gestalten konnte, begann er im Stoßen mit gültigen 210,0 kg den Wettkampf. Über 215,0 kg steigerte er auf 220,0 kg, welche er für ein Zweikampfergebnis von 397,5 kg benötigte um Ota Zaremba, der 392,5 kg (180,0 / 215,0 kg) erzielte, zu schlagen, scheiterte aber an der Last. 217,5 kg und damit 395,0 kg im Zweikampf hätten nicht ausgereicht, da Nikitin mit 99,25 kg zu 99,15 kg der schwerere der beiden Athleten war, und bei gleicher gehobener Last das Körpergewicht entscheidet. Somit gewann er olympisches Silber und da die Spiele gleichzeitig die Weltmeisterschaften für dieses Jahr darstellten, auch den Vizeweltmeistertitel im Reißen und im Zweikampf. Im Stoßen gewann er WM-Bronze.
Nach den Olympischen Spielen 1980 bestritt Nikitin keinen internationalen Wettkampf mehr. Igor Nikitin stellte während seiner aktiven Zeit zwei Weltrekorde in der Klasse bis 100 kg auf. Im Reißen überbot er mit 183,0 kg 1980 den Weltrekord von Wiktor Nanijew um 0,5 kg und im Zweikampf verbesserte er 1978 Anatoli Koslows Rekord von 387,5 kg auf 390 kg.

## Bestleistungen
- Reißen: 183,0 kg in der Klasse bis 100 kg in Moskau 1980
- Stoßen: 217,5 kg in der Klasse bis 100 kg bei der sowjetischen Meisterschaft in Moskau 1980
- Zweikampf: 397,5 kg (181,5 / 217,5 kg) in der Klasse bis 100 kg bei der sowjetischen Meisterschaft in Moskau 1980